# Trichocera crassicauda
Trichocera crassicauda är en tvåvingeart som beskrevs av Nakamura och Saigusa 1996. Trichocera crassicauda ingår i släktet Trichocera och familjen vintermyggor. Inga underarter finns listade i Catalogue of Life.